# Mortero de cal con arroz

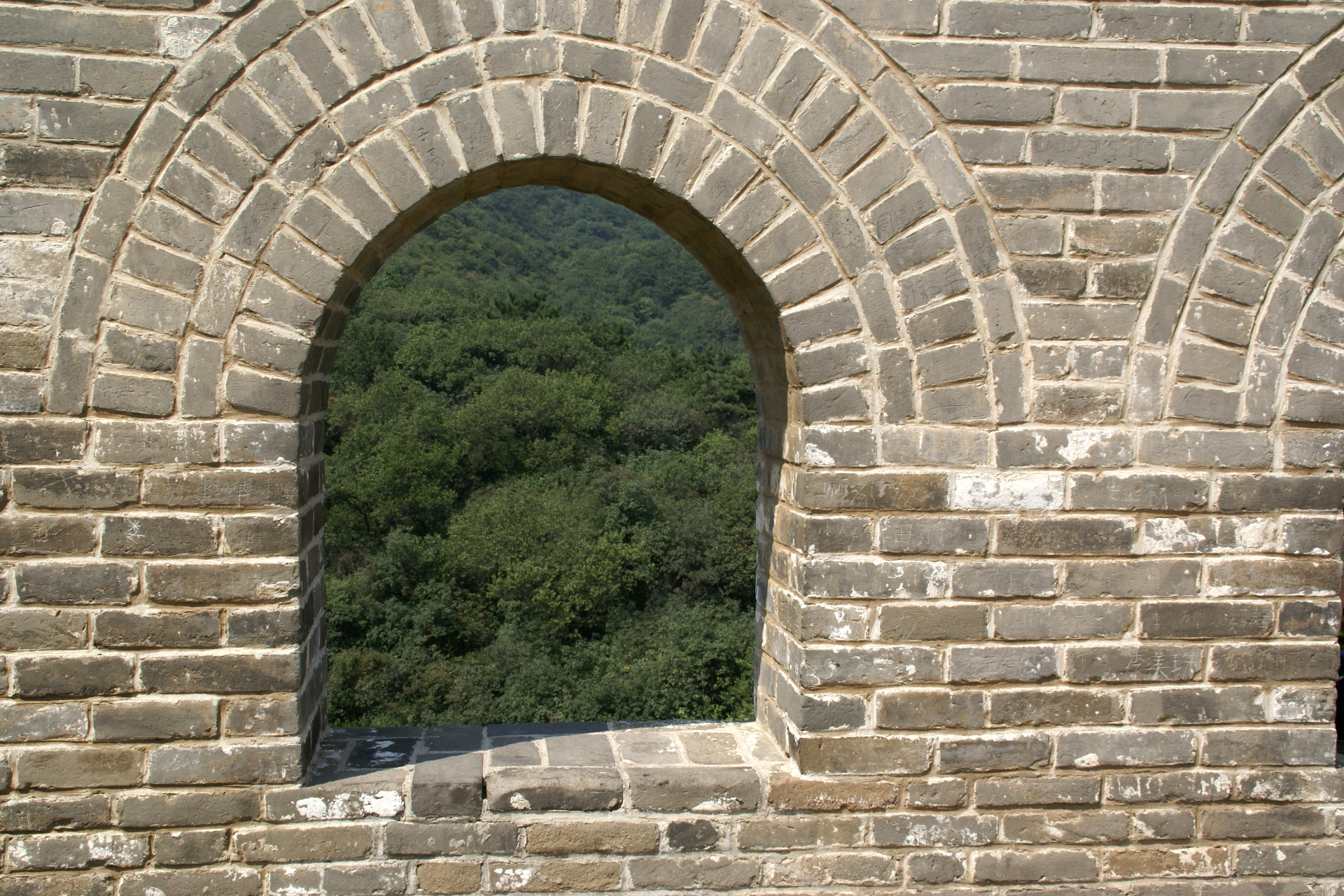
Ladrillos de la Gran Muralla China unidos con mortero de cal con arroz.

El mortero de cal con arroz se inventó en China añadiendo un material orgánico como el arroz cocido a un mortero inorgánico a base de cal. El mortero hidráulico no estaba disponible en la antigua China, posiblemente debido a la falta de ceniza volcánica en su territorio.

## Historia
Alrededor del año 500, se mezcló hidróxido de calcio con arroz hervido glutinoso para obtener un mortero compuesto orgánico-inorgánico que tenía más cohesión y resistencia al agua que el propio mortero de cal. Es probable que el empleo de arroz glutinoso en el mortero haya desempeñado un papel importante en el mantenimiento de la durabilidad de la Gran Muralla China, así como de las tumbas, pagodas y murallas de varias ciudades. El mortero de arroz pegajoso tenía una gran fuerza adhesiva, robustez y capacidad de impermeabilización, y evitaba que crecieran malas hierbas, ya que el mortero resultante creaba unas condiciones de sellado entre los ladrillos comparable en resistencia al cemento moderno.
Durante la dinastía Ming (1368-1644 d. C.), las técnicas de fabricación de ladrillos mejoraron significativamente en términos de cantidad y calidad de la producción. Desde entonces, las secciones de la Gran Muralla se construyeron ampliamente con ladrillos unidos mediante mortero de cal y arroz glutinoso con el fin de reforzar los ladrillos lo suficiente como para resistir los terremotos, manteniendo la edificación intacta.

## Investigaciones modernas
Los químicos modernos, a través de sus investigaciones, han identificado que la amilopectina, un tipo de polisacárido, o carbohidrato complejo que se encuentra en el arroz y otros alimentos ricos en almidón, parece ser el responsable de la resistencia y durabilidad del mortero de cal con arroz glutinoso.